# 四国旅客鉄道多度津工場

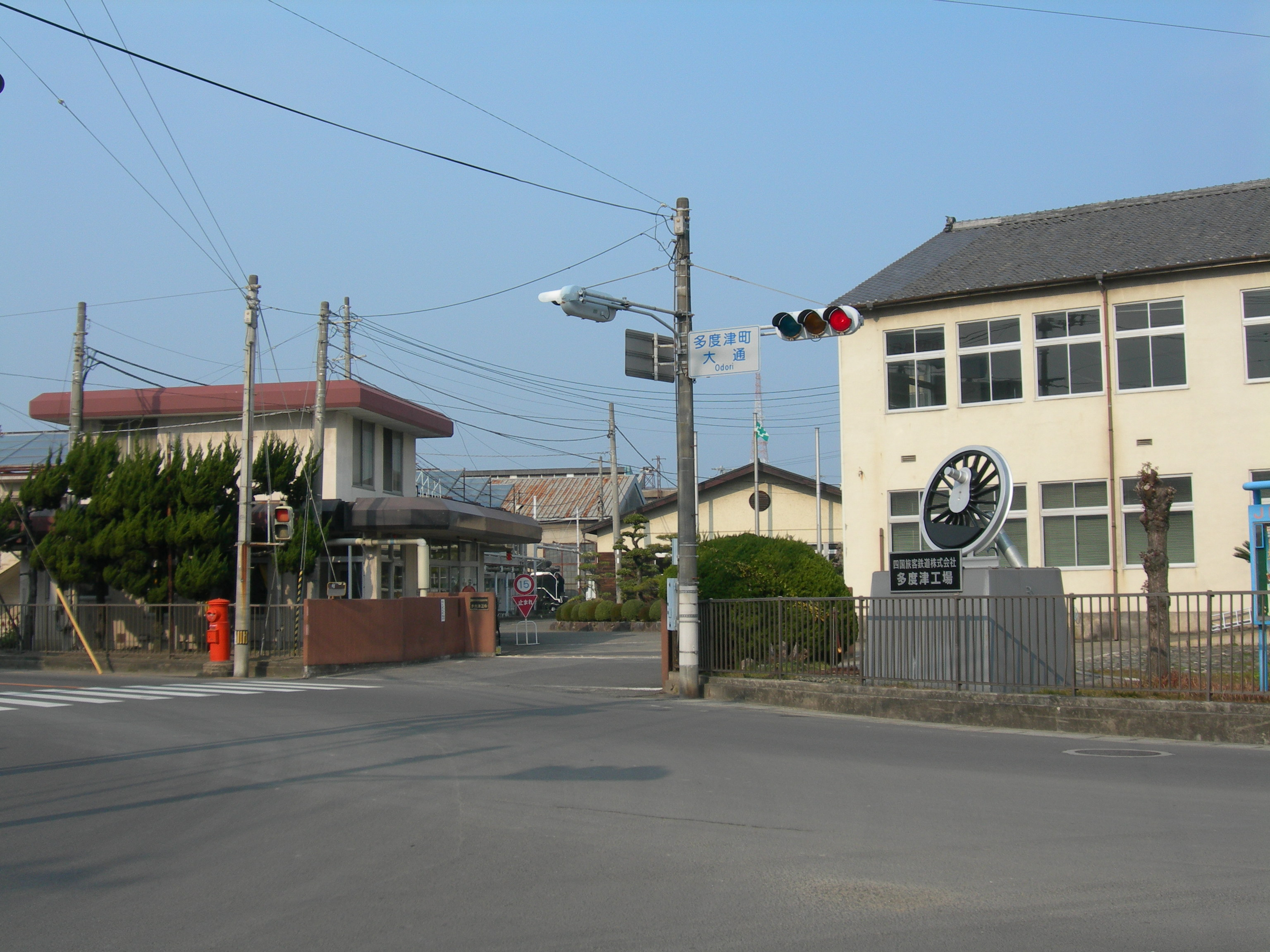
工場出入口

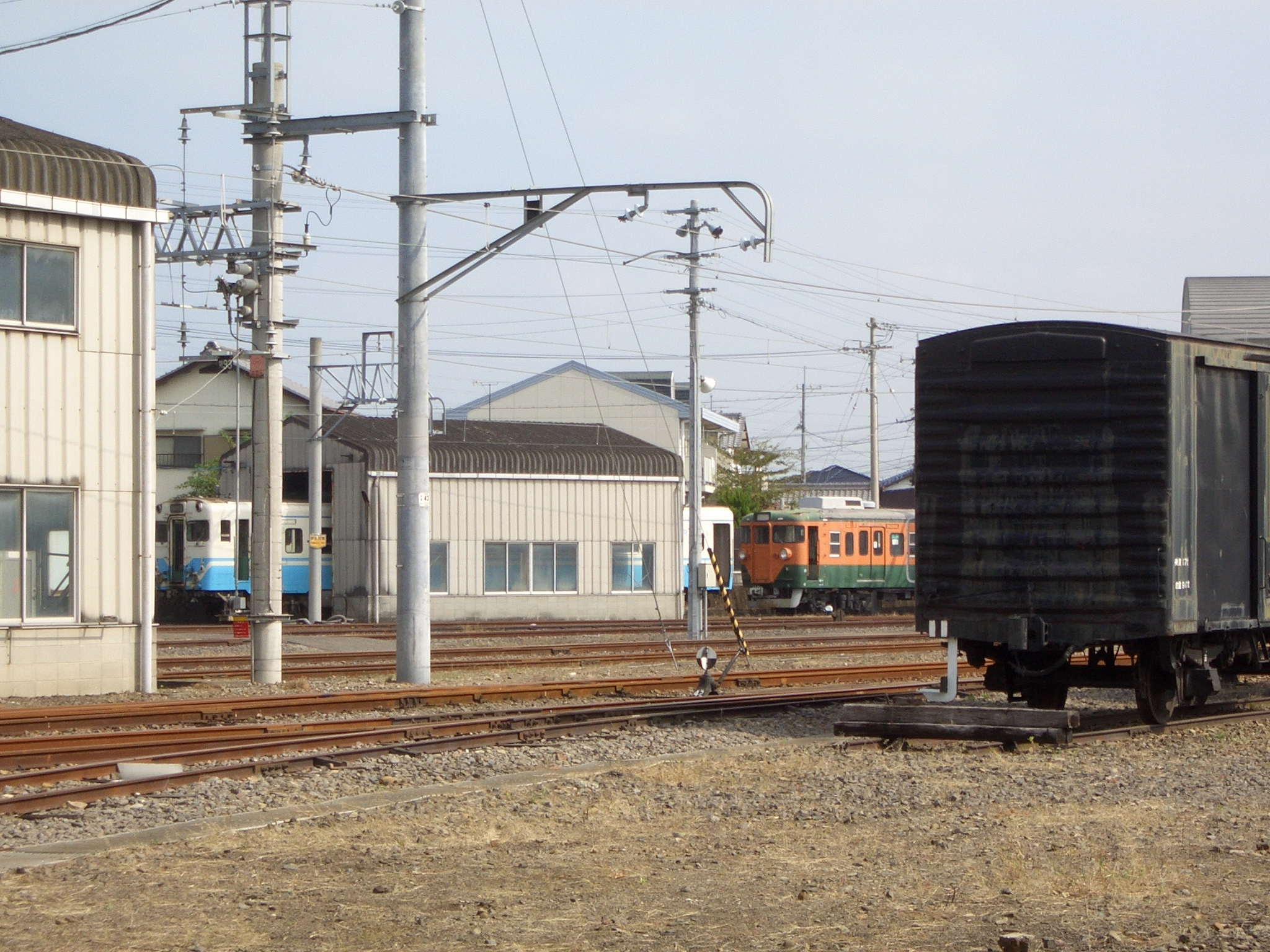
構内風景

多度津工場（たどつこうじょう）は、香川県仲多度郡多度津町にある四国旅客鉄道（JR四国）の車両工場である。当工場で整備済み車両の車体には「多度津工」「TD」の略号が記される。
同社の保有する電車・気動車・機関車・客車・貨車の総合的な検査、改造等をはじめ、土佐くろしお鉄道所有の車両の受託検査等も行っている。

## 設備
多度津駅から西に向かって徒歩約15分ほどの距離に、JR四国所有の唯一の車両工場として建設された。現在の多度津駅から離れた場所に工場があるのは、初代の多度津駅に隣接する場所に建てられたためである。
建物の約7割が築50年以上経過し、検査修繕設備も25年以上経過したものが約5割を占め、老朽化が進んでいる。また、ディーゼル車や電車など新型車両が追加されるたびに増築を繰り返したため、部品の移動動線も長く、作業効率が悪くなっている。そのため10年4期をかけ、建て替えや設備の更新を実施する予定。建物のレイアウトも変更し、省力化や省人化を図り、作業環境を改善するとしている。
2021度から3年間の第1期工事では、エンジン作業場の洗浄装置や部品の検査機器を更新し、洗車作業などを機械化する入場前処理場や、資材搬入のための北門を新設する。現在の総合事務所は取り壊し、南側に新たな事務所を建設する予定。

## 歴史
当工場は、讃岐鉄道開業当時に初代の多度津駅（のちの浜多度津駅）構内に設置された工場が発祥である。したがって、工場敷地は初代の多度津駅跡を含んでおり、当時の駅舎に使用されていた鬼瓦と階段の手すりが工場内で保存されている（2009年に近代化産業遺産に認定）。また、工場と多度津駅の間を結ぶ引込線のうち、工場寄りの一部は讃岐鉄道当時の本線に当たる。
- 1889年（明治22年）5月 - 讃岐鉄道丸亀 - 琴平間の開通時に多度津駅開業。同駅構内に讃岐鉄道車両修繕工場発足。
- 1904年（明治37年）12月1日 - 讃岐鉄道の山陽鉄道との合併に伴い、多度津工場に名称変更。
- 1906年（明治39年）12月1日 - 山陽鉄道国有化。
- 1913年（大正2年）12月20日 - 多度津駅移転。讃岐線多度津 - 観音寺間開通。旧多度津駅の位置に浜多度津駅（貨物駅）開業。貨物支線多度津 - 浜多度津間開業。
- 1979年（昭和54年）7月1日 - 浜多度津駅廃止。貨物支線多度津 - 浜多度津間廃止。
- 1985年（昭和60年）3月20日 - 国鉄の全国工場再編成により、広島、幡生、後藤とともに工場から車両所（多度津車両所）に名称変更[3]
- 1987年（昭和62年）4月1日 - 国鉄分割民営化により、四国旅客鉄道に移管。
- 1988年（昭和63年） - 多度津工場に名称変更。
- 2018年（平成30年）2月5日 - 正面入口脇に設置されていた建物「本場」が老朽化のため解体される[4]。

## 保存車両
以下の車両が構内に保存されている。
- 蒸気機関車C58 333（準鉄道記念物）
- 2000系気動車TSE (2001, 2101)
- トキ25797

このうち、C58 333は多度津工場で最後に全般検査を受けた蒸気機関車である。保存状態が良かったため、民営化後に動態復元の候補となったが、費用などの理由により断念された。アスベストを使用しているため、2005年（平成17年）以降の工場公開では、運転台が非公開となっている。
以前は下記の車両も保存されていたが、移設された。
四国鉄道文化館（愛媛県西条市）に移設
- 2007年10月移管
  - ディーゼル機関車DF50 1（準鉄道記念物）
  - 新幹線0系電車（21-141のカットモデル）
- 2014年7月移管
  - ディーゼル機関車DE10 1
  - 気動車キハ6534

「うえまち駅」（高知県佐川町）に移設
- ロ481号客車（準鉄道記念物）形式図

2021年に移設された。
旧太子駅（群馬県中之条町）に移設
- ワラ1 (1)

工場の改修に伴い保存場所がなくなり、愛好家が移転先を打診して2023年11月に旧太子駅に移設された。

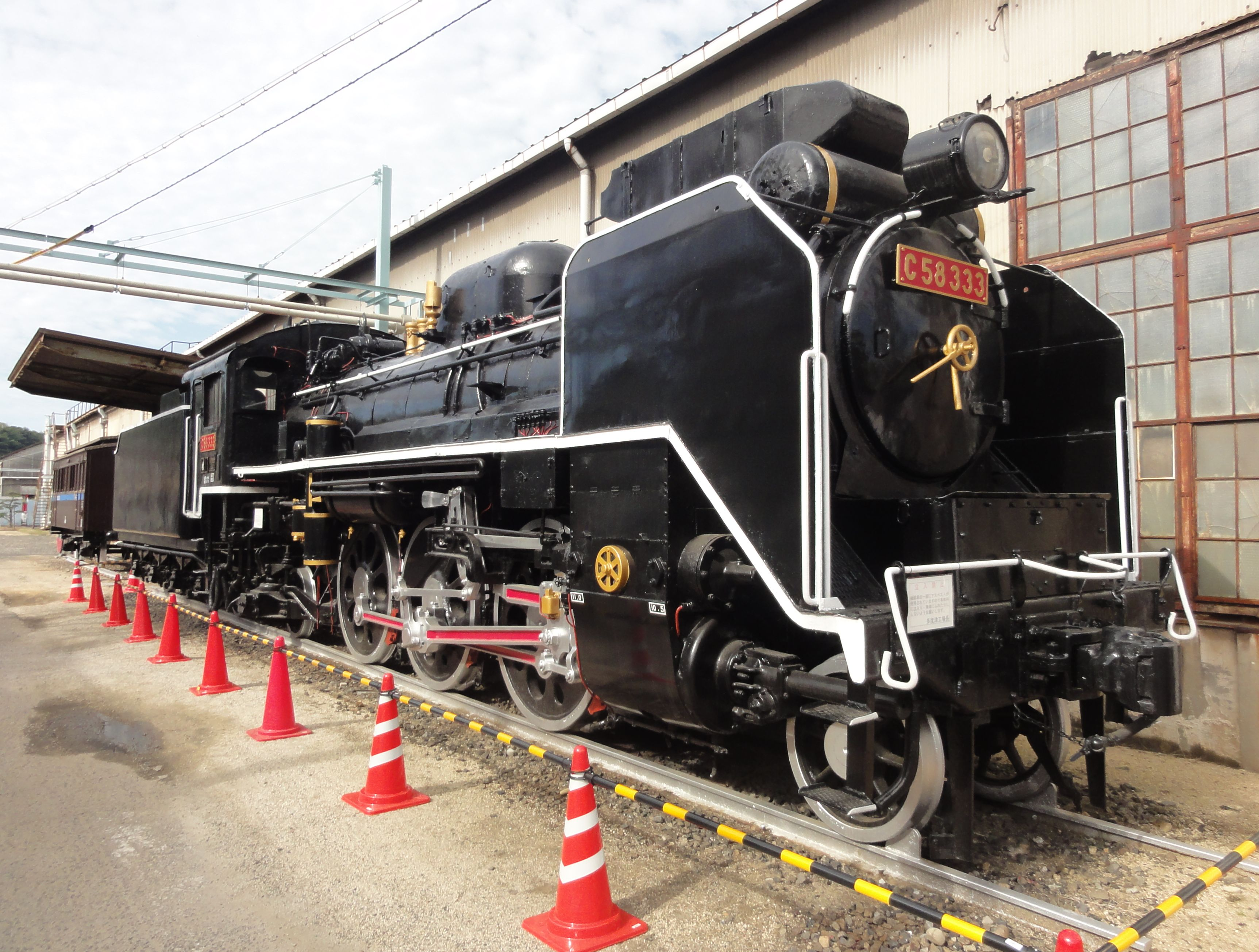
C58 333
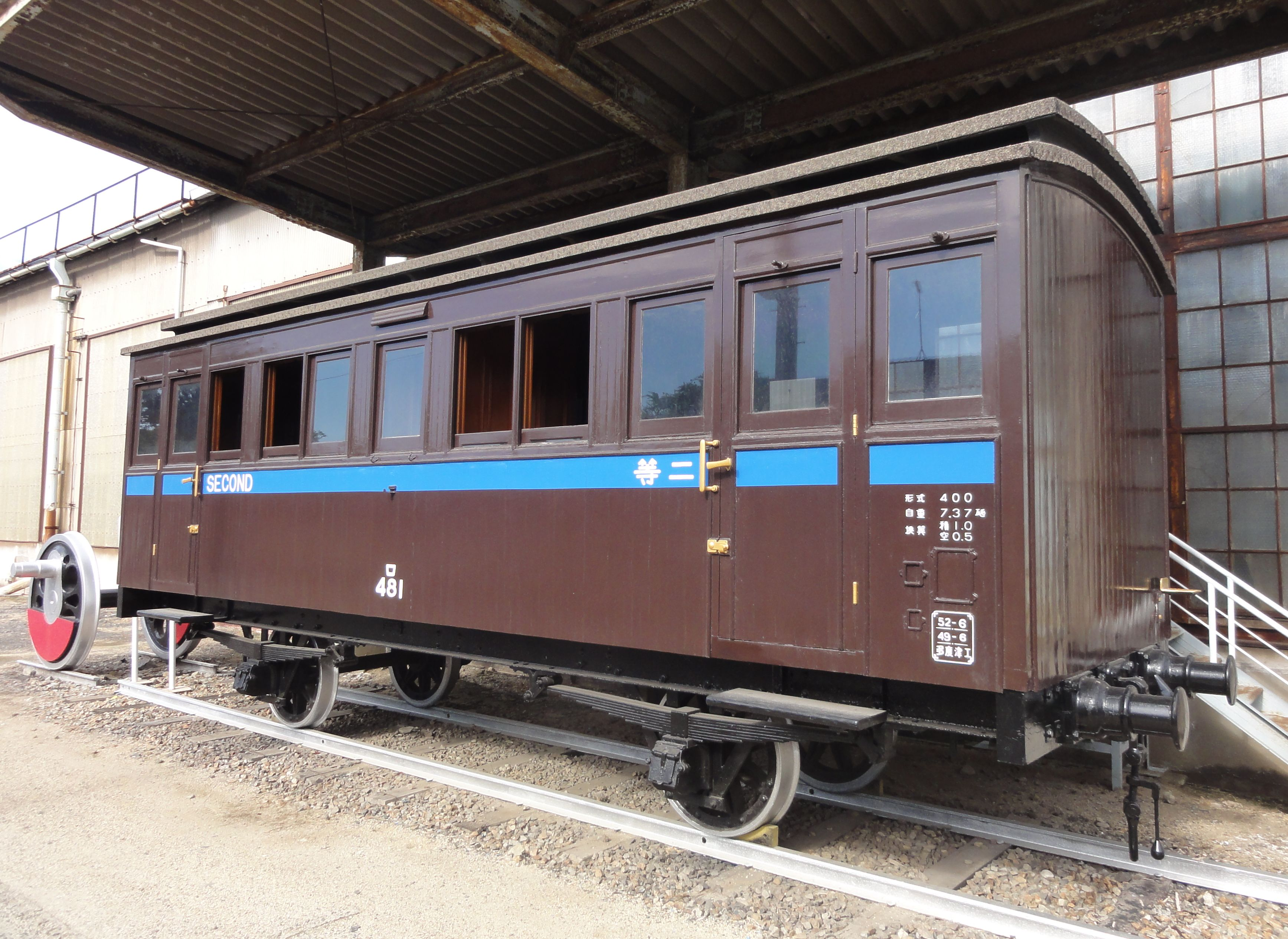
ロ481号客車（現在は佐川町に移設）
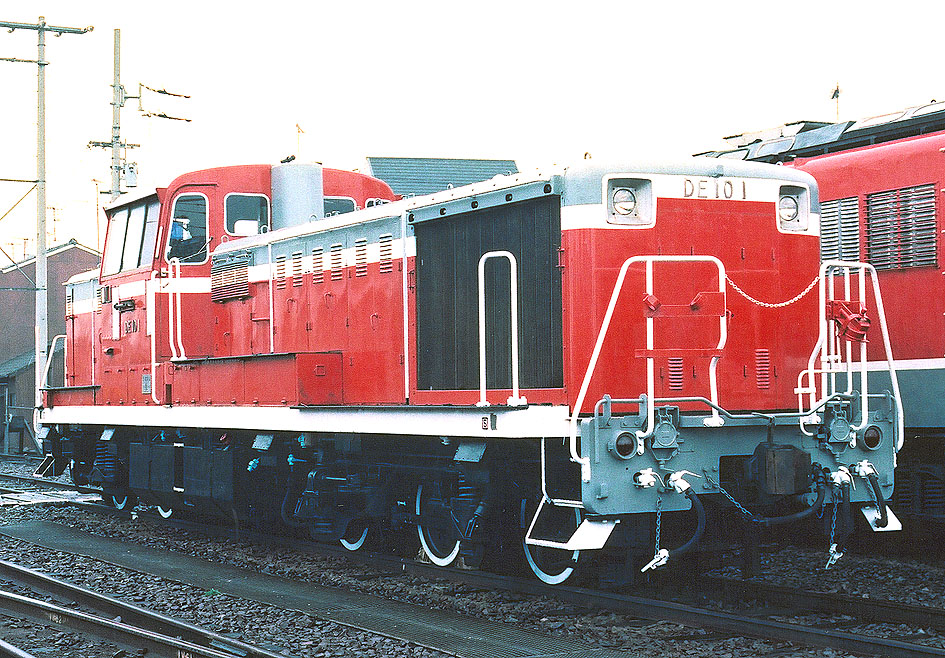
DE10 1（現在は四国鉄道文化館に保存）
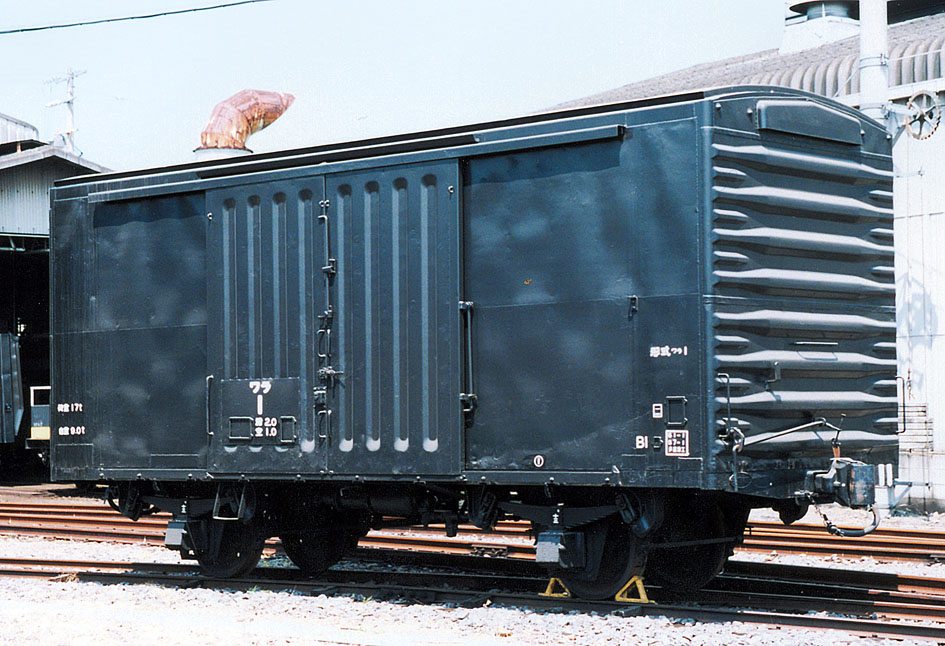
ワラ1形貨車（現在は中之条町に移設）

## 近代化産業遺産・登録有形文化財
2009年（平成21年）2月、工場内の7つの建物が経済産業省より「JR予讃線・土讃線の関連遺産」の一環として近代化産業遺産に認定され、また2012年（平成24年）には国の登録有形文化財にも登録された。最古のものは1888年（明治21年）建築である。また、現在は食堂として利用されている建物（会食所1号）は、元は西条海軍航空隊（さらに前身の逓信省愛媛地方航空機要員養成所）で格納庫として使用されていたもので、日本では数少ない現存する第二次大戦以前の格納庫でもあった。
しかし老朽化が激しいため、2021年度より約10年間をかけて全面改修されることとなった。工場敷地内にある、国の登録有形文化財で近代化産業遺産にも認定されている7棟もすべて解体される。保存資料は、新たな総合事務所に移して展示する方針。これに際し2021年7月10日・11日に建物群をめぐるツアーが催行された。
登録有形文化財
- 職場一五号（1888年建築・1926～1945年移築）-工場敷地の北端に位置。木造平屋建、切妻造スレート葺、建築面積523㎡、桁行42.7ｍ、梁間12.2ｍ、小屋組はキングポストトラス、筋違や火打梁、控柱等を組合せて補強。工場内の現存最古の施設。[12]現在の立地は1941年に埋め立てられた場所のため、工場内のどこかから再度移築された可能性もあり、柱の一部が蒸気機関車の部品という説もある。[13]
- 職場一七号-工場敷地南側の中心に位置。鉄筋コンクリート造平屋建で中央の大建屋と北側の小建屋からなる。建築面積5217㎡、桁行114.4ｍ、梁間45.8ｍ、鉄骨プラットトラスの切妻屋根で、大建屋に採光用のバタフライ屋根を立上げる。[14]
- 職場三四号-職場一七号の西側に位置。鉄骨造平屋建、スレート葺、建築面積714㎡、桁行43.9ｍ、梁間15.5ｍ、鉄骨プラットトラスの切妻屋根に採光用のバタフライ屋根を立上げる。[15]
- 諸舎一号-PR室として利用。工場南側東寄りの正門内側に西面して建つ。木造平屋建、スレート葺、建築面積460㎡、桁行33.7ｍ、梁間13.7ｍ、切妻造スレート葺。外壁は下見板張、小壁と妻はモルタル仕上げで妻に円形換気窓を穿つ。[16]
- 会食所一号（建築年代不明・1948年移築）-旧西条海軍航空隊の格納庫を移築した。移築後改造されたとみられる。[17]
- 倉庫四号（1941年建築）-職場一七号に南接、西に倉庫七号が接続。木造平屋建、建築面積768㎡、桁行42.2ｍ、梁間18.2ｍ、ボルト締めの木造プラットトラスの切妻屋根で鉄板葺とし、本来は鉄骨造の構造を戦時中の物資不足のため木造で代用。[18][19]
- 倉庫七号（昭和前建築か）-職場一七号に南接、東に倉庫四号が接続。鉄骨造平屋建、設置面積875㎡、桁行48.1ｍ、梁間18.2ｍ、鉄骨ワーレントラスの切妻屋根でスレート葺。[20]

## 工場公開（きしゃぽっぽまつり）

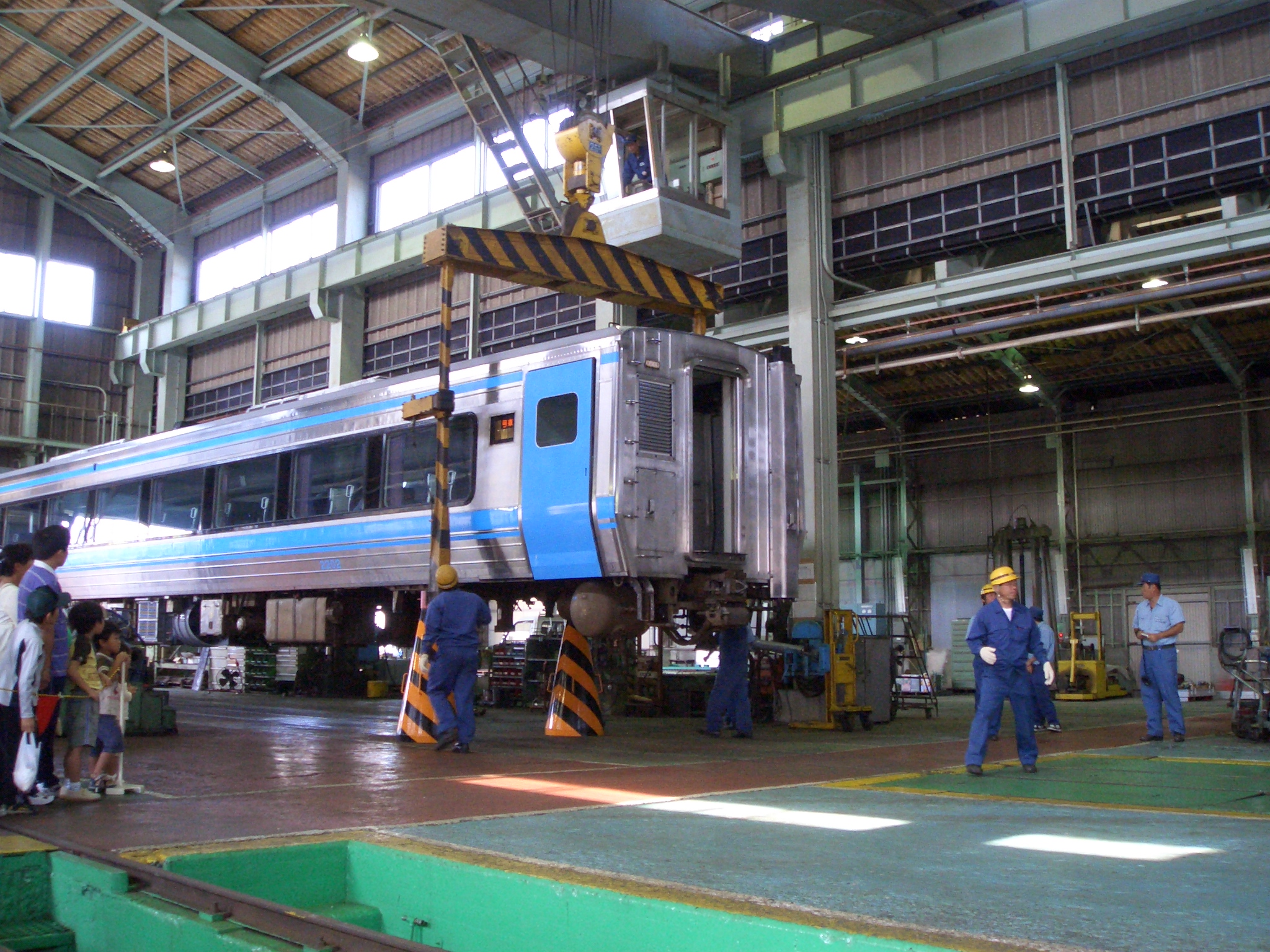
公開時の様子

毎年、10月の鉄道の日前後の週末に一般公開が行われていたが、2020年の公開は新型コロナウイルスの影響により中止され、その後は開かれていない。
この際には多度津駅から工場に通じる引込線を使って臨時のシャトル列車が５往復運行される。多度津工場までの間は多度津駅の構内と見なされるため、多度津駅発着の乗車券（多度津駅 - 工場間のみの場合は多度津駅の入場券）で乗車可能である（本来入場券は「旅客車内に立ち入ること」もできないが、柔軟に解釈されている）。多度津駅を有効区間に含む各種フリー切符(週末乗り放題切符等)でも乗車できる。多度津工場側にはプラットホームはないため、仮設の階段を使って乗り降りする。
車体上げ作業の実演や車両・鉄道模型の展示、車両部品・グッズの販売などを行う。
2009年5月23日にも讃岐鉄道開業120周年記念イベントとして一般公開された。シャトル列車にはアンパンマントロッコが使用された。